# Стефано де Філіппо
Стефано Ді Філіппо — танцівник, переможець європейських і світових турнірів з бальних танців з латиноамериканської програми. народився 12 квітня 1980 року. Рідне місто — Рим (Італія).

## Початок кар'єри
До миру танцю Стефано ді Філіппо (Stefano Di Filippo) почав наближатися у віці 8 років. Рішення було невипадковим — Ді Філіппо пішов по стопах своїх батьків, які раніше виступали серед аматорів. Він завжди жив у Римі, а у віці 9 років став їздити на заняття в італійський регіон Венето, місто Падуя. Саме з тренером Керолін Сміт у танцюриста складалися стосунки з явним натяком на довготривалість. Як вважає сам Ді Філіппо, до слів тренера потрібно прислухатися, це як правила, яких необхідно дотримуватися. Дуже важливо знайти хорошого викладача та вірити йому, також потрібно вірити в самого себе та партнера.
Першою партнеркою, з якою Стефано офіційно розпочав свою танцювальну кар'єру стала Сара Магнанеллі (Sara Magnanelli). 25 серпня 1996 на конкурсі German Open 1996, що пройшов у Манхеймі (Німеччина), відбувся їх дебют на паркеті. Змагаючись у категорії "Юніори — 1 ", пара зайняла 26 місце з 144 пар. Місце в турнірній таблиці італійці поділили з парою з Литви.

## Любитель
Стефано продовжив виступати з Сарою й далі: у категоріях «Молодь» і «Любителі». З усіх виступів найкращий результат ця пара показала 4 грудня 1999 на IDSF Open Montichiari, посівши перше місце. Варто відзначити, що за весь період Стефано всього один раз брав участь у змаганнях з європейської програми. Дует Ді Філіппо та Магнанеллі існував 4 роки. Молоді люди припинили партнерство після турніру UK Open 2000, який пройшов наприкінці січня 2000 року в Борнмуті (Англія).
Стефано ді Філіппо недовго залишався в пошуках. Рішення про те, хто стане новою партнеркою, було прийнято майже відразу ж, і вибір припав на рідну сестру — Анналізу. Танцюрист розповідав пізніше, що цей союз став самим безтурботним з усіх. Слід також відзначити й довготривалість союзу. Офіційно пара дебютувала на German Open 2000 в Манхаймі (Німеччина). Стефано продовжував виступати в латиноамериканській програмі. Тут 29 серпня брат і сестра посіли 12 місце з 409 серед "любителів " з усього світу. Найвищим результатом для них стала перемога на Siebrand World Trophy 2006, що пройшов у Амстелвінє (Нідерланди). Як вважає танцюрист, увесь цей час їм було важко здаватися парою в очах глядачів. Але поривам брата та сестри Ді Філіппо допомагала Керолін Сміт (Carolyn Smith). Стефано залишився незмінний у виборі викладача, продовжуючи й далі займатися з нею. Вони намагалися тренуватися, немов насправді він і Анналіза не пов'язані родинними узами. Результат цього було видно: пара вийшла у фінал чемпіонату світу. Однак 19 березня 2006 року на 8-му Tokyo International Open DanceSport Championships, отримавши почесне третє місце, пара вирішила припинити партнерські стосунки у зв'язку з відходом Анналізи зі спорту.
Залишивши позаду 85 змагань і 6 років співпраці з сестрою, Стефано встає в пару з Ганною Мельниковою. Він продовжує виступати за свою країну й в цьому союзі. Тренером у його новому тандемі незмінно залишається Керолін Сміт. Стефано дуже пишається, що не займається з великою кількістю різних тренерів. Незабаром він починає також займатися з Річардом Портером (Richard Porter).
Дебютуючу пару Стефано Ді Філіппо та Ганни Мельникової радо зустрічає Блекпульский фестиваль 25 травня 2006, приносячи їм фінальне 5 місце. Саме в парі з Ганною, як зізнається сам танцюрист, він змужнів і набув точного розуміння чоловічого й жіночого начала в танці. На той момент саме з нею він бачив себе далі у професіоналах. Зі слів Стефано, цей союз насправді приносив не тільки успіх, але й задоволення. 29 перемог з 49 змагань. Однак парі Ді Філіппо і Мельникова прийшов кінець у 2009 році в Блекпулі, буквально через три роки з їх дебютного виходу на паркет. Тільки, на відміну від першого виступу, фестиваль 2009 року лише поповнив число перемог. Прощальний виступ пари також відбулося на Блекпульского фестивалі.
У 2008 і 2010 роках Стефано взяв участь як викладач в італійському проекті «Танці з зірками».

## Професіонал
Кар'єру в категорії «Професіонали» Стефано Ді Філіппо починає з Ольгою Урумовою. Уперше на паркет пара виходить на UK Open 2010, який пройшов в Борнмуті (Англія) 19 січня. Перемоги чи призового місця виступ не приніс, вони посіли лише 8 місце в півфіналі. У цьому союзі Стефано танцював усього 2,5 роки. Разом вони стали фіналістами найбільших турнірів, у тому числі Блекпула, і переможцями Чемпіонату Світу за версією IPDSC. Їхній заключний спільний виступ відбувся в жовтні 2011 року на International Championshipa 2011 в Брентвуді (Англія), пара посіла 6 місце у фіналі змагання. До слова, будучи з Урумовою, Стефано ді Філіппо почав висловлювати думку проти політики, що диктується Італійською федерацією танцювального спорту. Дуету тільки одного разу дозволили виступати на турнірах UK, де трохи раніше рекомендувалося не брати участі зовсім. Танцюрист також зазначив, що він не вважає ці турніри найкращими, а просто відстоює право самостійно обирати для себе, у яких турнірах варто брати участь. Подібне публічне повідомлення Стефано Ді Філіппо з'явилося в інтернеті із заявою про відхід з FIDS до відновлення прав свободи та рішень в італійській федерації. А 15 січня 2012 року пара Ді Філіппо та Урумова перестала існувати.
Новою партнеркою Стефано через півроку стала Дар'я Чеснокова. У своєму першому публічному інтерв'ю після того, як новина про створення нової пари офіційно підтвердилася, танцюрист відзначив, що нова партнерка повернула йому віру. Танцювальний тандем був створений, коли вони обидва якийсь час перебували в пошуках пари. Ді Філіппо у своєму інтерв'ю також розповів, що танці для нього — усе. Спільними зусиллями пара готує нове танцювальне шоу «Dance with Milly».
2013 приніс Стефано кілька других місць, включаючи чемпіонат світу серед професіоналів за версією WDC у латині, і, напевно, одне з найбільш значущих подій у житті — весілля. Стефано Ді Філіппо і Дарина Чеснокова одружилися, Дар'я взяла прізвище чоловіка й тепер фігурує в турнірних таблицях як Дарина Ді Філіппо. Їх танець не просто енергійний, як у безлічі молодих спортсменів, він став зрілим і починає набувати своїх відтінків.

## Партнерки Стефано і країни, за які виступала пара
Чер 2012 — теп.ч. — Дарія Ді Філіппо (Чеснокова) (Італія)
Серпень 2009 — січень 2012 — Ольга Урумова (Італія)
Квітень 2006 — травень 2009 — Ганна Мельникова (Італія)
Березень 2000 — березень 2006 — Анналіза Ді Філіппо (Італія)
Липень 1996 — лютий 2000 — Сара Магнанеллі (Італія)